# Komitet do Spraw Urbanistyki i Architektury
Komitet do Spraw Urbanistyki i Architektury – kolegialny centralny organ administracji państwowej przy Prezesie Rady Ministrów, formalnie powołany w 1951 r., faktycznie działający w Polskiej Rzeczypospolitej Ludowej w latach 1953–1960. Komitet realizował głównie działania koncepcyjne w zakresie architektury, budownictwa oraz urbanistyki, ustalał kierunki rozwoju kraju w tych zakresach, tworzył wytyczne i normatywy, a także kreował kierunki badawcze.

## Utworzenie komitetu
Podstawą prawną utworzenia Komitetu do Spraw Urbanistyki i Architektury była ustawa z 30 grudnia 1950 r. o organizacji władz i instytucji w dziedzinie budownictwa, która weszła w życie 1 stycznia 1951 r. Zgodnie z nowymi przepisami likwidacji uległo Ministerstwo Budownictwa oraz podlegający ministrowi Zakład Osiedli Robotniczych i Dyrekcje Osiedli Robotniczych. Ustawa przewidywała przekazanie pracowników zatrudnionych w dotychczasowym resorcie do służby w nowo utworzonych strukturach: Ministerstwie Budownictwa Miast i Osiedli oraz Ministerstwie Budownictwa Przemysłowego, a także w urzędzie obsługującym Komitet do Spraw Urbanistyki i Architektury. Szczegółowy zakres działania komitetu ustalono rozporządzeniem Rady Ministrów z 30 grudnia 1950 r..
Po opublikowaniu nowych regulacji prawnych w styczniu 1951 r. faktycznie zorganizowano jedynie Ministerstwo Budownictwa Miast i Osiedli oraz Ministerstwo Budownictwa Przemysłowego. W ramach pierwszego z tych resortów funkcjonował wówczas Departament Urbanistyki z dyrektorem Marianem Benko na czele, ponadto Minister Budownictwa Miast i Osiedli sprawował zwierzchni nadzór nad Instytutem Urbanistyki i Architektury do czasu przekazania tej właściwości komitetowi z chwilą jego utworzenia. Komitet do Spraw Urbanistyki i Architektury pozostawał w fazie organizacji przez ponad dwa lata. Swoją działalność rozpoczął dopiero w kwietniu 1953 r., gdy w jego skład powołany został prezes Zygmunt Skibniewski oraz członkowie: Leszek Dąbrowski, Wacław Ostrowski, Tadeusz Ptaszycki, Józef Sigalin, Eugeniusz Wierzbicki i Jan Zachwatowicz.

## Zakres działania komitetu
Jeszcze przed zorganizowaniem Komitetu do Spraw Urbanistyki i Architektury ukazała się ustawa z 10 lipca 1952 r. o zmianie w organizacji władz i instytucji w dziedzinie budownictwa. Na mocy jej przepisów w kompetencjach nowego organu miały się znaleźć kolejne zagadnienia należące dotychczas do uprawnień Ministra Budownictwa Miast i Osiedli. Szczegółowy zakres działania komitetu został określony ponownie rozporządzeniem Rady Ministrów z 10 lipca 1952 r., po uzupełnieniach dokonanych rozporządzeniem Rady Ministrów z 10 kwietnia 1954 r. obejmował on następujące sprawy:
- naczelny nadzór i koordynowanie wszelkiej działalności w sprawach urbanistyki i architektury,
- inicjowanie opracowań i zatwierdzanie w porozumieniu z właściwymi władzami normatywów projektowania urbanistycznego,
- opracowywanie rocznych i wieloletnich planów prac urbanistycznych,
- inicjowanie i zatwierdzanie w porozumieniu z właściwymi władzami standardów i normatywów projektowania architektonicznego oraz projektów typowych,
- zatwierdzanie architektonicznych projektów szkicowych, założeń programowych i projektów urbanistycznych oraz opiniowanie takich założeń i projektów przedkładanych Prezydium Rządu,
- nadzór urbanistyczno-architektoniczny nad planową zabudową miast, osiedli i ośrodków przemysłowych,
- nadzór nad podległymi instytucjami,
- współpraca z Polską Akademią Nauk i jej organami w sprawach planowania, organizowania i koordynowania badań naukowych w zakresie urbanistyki i architektury,
- popieranie działalności i nadzoru nad społeczno-fachowymi organizacjami działającymi w zakresie urbanistyki i architektury,
- zatwierdzanie architektonicznych projektów podstawowych (technicznych),
- nadzór inspekcyjno-budowlany nad realizacją nowego budownictwa mieszkaniowego i ogólnego.

Po kilku latach szczegółowy zakres działania Komitetu do Spraw Urbanistyki i Architektury zdefiniowano na nowo rozporządzeniem Rady Ministrów z 5 stycznia 1957 r., uzupełnionym później rozporządzeniem Rady Ministrów z 20 września 1957 r..

## Organizacja urzędu komitetu
Zgodnie z tymczasowym statutem nadanym uchwałą Rady Ministrów z 10 lipca 1952 r. na czele komitetu stał prezes kierujący jego pracą i reprezentujący go na zewnątrz, w skład komitetu wchodzili również wiceprezesi oraz członkowie w liczbie nie większej niż sześciu. Struktura organizacyjna urzędu Komitetu do Spraw Urbanistyki i Architektury przedstawiała się następująco:
Komórki organizacyjne urzędu komitetu:
- Sekretariat Generalny
- Departament Architektury
- Departament Urbanistyki
- Samodzielny Wydział Budżetowo-Gospodarczy
- Samodzielny Wydział Kadr
- Samodzielny Wydział Organizacyjny

Jednostka organizacyjna podległa komitetowi:
- Instytut Urbanistyki i Architektury

Organ opiniodawczy przy prezesie komitetu:
- Rada Urbanistyki i Architektury

## Przekształcenie komitetu
Komitet do Spraw Urbanistyki i Architektury prowadził działalność w dotychczasowej formie do 22 czerwca 1960 r. Tego dnia weszła w życie ustawa z 14 czerwca 1960 r., na mocy której dokonano przekształcenia instytucji w Komitet Budownictwa, Urbanistyki i Architektury. Zmiany organizacyjne związane były z przejęciem części kompetencji Ministra Budownictwa i Przemysłu Materiałów Budowlanych, a także z podniesieniem nowego komitetu do rangi naczelnego organu administracji państwowej.

## Kierownictwo komitetu
Prezes Komitetu do Spraw Urbanistyki i Architektury:
- Zygmunt Skibniewski (9 kwietnia 1953 r. – 24 czerwca 1960 r.)

Wiceprezesi Komitetu do Spraw Urbanistyki i Architektury:
- Stanisław Albrecht (17 listopada 1956 r. – 30 czerwca 1960 r.)
- Marian Benko (28 lutego 1957 r. – 30 czerwca 1960 r.)